# Fondazione vaticana Giovanni Paolo I
La Fondazione vaticana Giovanni Paolo I è stata istituita il 17 febbraio 2020 in Vaticano da papa Francesco, con Rescriptum ex audientia Ss. mi, a norma del Codice di Diritto Canonico e della Legge fondamentale dello Stato della Città del Vaticano, venendo incontro alla proposta di dar vita a un ente destinato ad approfondire la figura, il pensiero, gli insegnamenti di Albino Luciani - Giovanni Paolo I e promuovere lo studio dei suoi scritti.
Papa Francesco conferisce al suddetto Ente una personalità giuridica canonica e civile retta secondo le leggi canoniche, da quelle vigenti nella Città del Vaticano e dall’annesso Statuto, approvato dal Sommo Pontefice.
Il Presidente della Fondazione, di nomina pontificia, è il cardinale Pietro Parolin, Segretario di Stato.

## Scopi
Come previsto dall’articolo 2 dello Statuto, le finalità istituzionali specifiche della Fondazione sono:
- tutelare e conservare il patrimonio culturale e religioso lasciato da   Giovanni Paolo I;
- promuovere iniziative quali convegni, incontri, seminari, sessioni di studio;
- istituire premi e borse di studio;
- curare l’attività editoriale mediante l’edizione sia dei risultati di studi e di ricerche;
- proporsi come punto di riferimento, in Italia e all’estero, per quanti operano nello stesso ambito e con le stesse finalità.

## Organi direttivi
Gli organi della Fondazione sono:
- il Consiglio di Amministrazione[2], costituito da sei membri nominati dal Presidente con mandato ad quinquennium;
- il Presidente;
- Il Vice Presidente;
- il Comitato Scientifico[3], i cui membri con mandato ad quinquenium sono scelti tra personalità di comprovata competenza ed esperienza

## Patrimonio
Il patrimonio della "Fondazione Vaticana Giovanni Paolo I" è costituito:
- da tutti i beni mobili e immobili, nonché da somme e altri valori mobiliari che in futuro dovessero pervenire a seguito dell'acquisizione di eredità, legati e lasciti a qualsiasi titolo effettuati a favore della Fondazione;
- da eventuali attività di bilancio che il Consiglio di Amministrazione, sentito il Collegio dei Revisori, delibera di destinare ad incrementare il patrimonio della Fondazione;
- da donazioni volontarie.

## L'Archivio Privato Albino Luciani
L’Archivio Privato Albino Luciani, patrimonio della Fondazione, è costituito dall’insieme del materiale documentale che comprende gli scritti autografi, quaderni, notes, agende, dattiloscritti, corrispondenza, materiale a stampa e fotografico che abbraccia un ampio arco di tempo: dal 1929 fino al settembre 1978.